# Fjórðungshóll (kulle i Island, Norðurland eystra)
Fjórðungshóll är en kulle i republiken Island. Den ligger i regionen Norðurland eystra, 300 km nordost om huvudstaden Reykjavík. Toppen på Fjórðungshóll är 400 meter över havet.
Trakten runt Fjórðungshóll är nära nog obefolkad, med mindre än två invånare per kvadratkilometer. Det finns inga samhällen i närheten. Trakten runt Fjórðungshóll består i huvudsak av gräsmarker.